# 1671
1671 (MDCLXXI) var ett normalår som började en torsdag i den gregorianska kalendern och ett normalår som började en söndag i den julianska kalendern.

## Händelser

### Januari
- Januari – Saint Christopher och Nevis uppgår i kolonin Leewardöarna.[1]

### Okänt datum
- En kombinerad svensk-dansk-fransk forskningexpedition företas till Ven, för att närmare undersöka Tycho Brahes verk.
- Den svenska adeln får gårdsrätt (rätten att döma och bestraffa sina tjänare) trots prästernas och borgarnas motstånd.
- Lantmätaren Jonas Gedda utforskar Ume lappmark och ritar den första kartan över lappskatteland.

## Födda
- 14 juni – Tomaso Albinoni, italiensk kompositör.
- 9 juli - Margareta von Ascheberg, svensk regementschef.
- 11 oktober – Fredrik IV, kung av Danmark och Norge 1699–1730.
- 26 december – Philipp Ludwig Wenzel von Sinzendorf, österrikisk överhovkansler.
- Hannah Callowhill Penn, amerikansk guvernör.

## Avlidna
- 31 mars – Anne Hyde, engelsk prinsessa.
- 8 maj – Sébastien Bourdon, 55, fransk målare under barockepoken.
- 25 juni – Giovanni Battista Riccioli, 73, italiensk astronom.
- 13 september – Axel Urup, 69, dansk krigare.

### Fotnoter
1. ↑  World Statesmen (läst 3 april 2011)